# Associazione Calcio Prato 2008-2009
Questa pagina raccoglie le informazioni riguardanti l'Associazione Calcio Prato nelle competizioni ufficiali della stagione 2008-2009.

## Rosa
| N. |                   | Ruolo | Calciatore              |
| -- | ----------------- | ----- | ----------------------- |
|    | Italia (bandiera) | D     | Alessio Acciai          |
|    | Italia (bandiera) | D     | Davide Bartoli          |
|    | Italia (bandiera) | A     | Pasquale Basilico       |
|    | Italia (bandiera) | C     | Federico Bonamici       |
|    | Italia (bandiera) | C     | Fabio Casini            |
|    | Italia (bandiera) | C     | Lorenzo Cecchi          |
|    | Italia (bandiera) | C     | Alessandro Corvesi      |
|    | Italia (bandiera) | C     | Nicolò Crotti           |
|    | Italia (bandiera) | D     | Michele De Agostini     |
|    | Italia (bandiera) | A     | Carlo Emanuele Ferrario |
|    | Italia (bandiera) | C     | Giulio Fogaroli         |
|    | Italia (bandiera) | P     | Davide Grilli           |
|    | Italia (bandiera) | D     | Andrea Guarisa          |
|    | Italia (bandiera) | D     | Giuliano Lamma          |

| N. |                      | Ruolo | Calciatore         |
| -- | -------------------- | ----- | ------------------ |
|    | Italia (bandiera)    | P     | Stefano Layeni     |
|    | Italia (bandiera)    | C     | Damiano Moscardi   |
|    | Italia (bandiera)    | D     | Simone Narducci    |
|    | Francia (bandiera)   | C     | Medhy Ouchene      |
|    | Italia (bandiera)    | D     | Emanuele Padella   |
|    | Italia (bandiera)    | C     | Luigi Pagliuca     |
|    | Svizzera (bandiera)  | D     | Daniel Panizzolo   |
|    | Italia (bandiera)    | D     | Giuseppe Pelliccia |
|    | Italia (bandiera)    | C     | Gabriele Piantoni  |
|    | Italia (bandiera)    | D     | Alessandro Salvi   |
|    | Brasile (bandiera)   | A     | Diego Silva Reis   |
|    | Italia (bandiera)    | C     | Matteo Silvestri   |
|    | Australia (bandiera) | A     | Massimiliano Vieri |